# Pitirim (Donděnko)
Pitirim (světským jménem: Alexandr Anatoljevič Donděnko; * 17. února 1979, Oděsa) je ukrajinský duchovní Ruské pravoslavné církve, biskup jakartský a vikář singapurské eparchie.

## Život
Narodil se 17. února 1979 v Oděse.
Roku 1994 dokončil Oděskou střední školu č. 52. Poté studoval na Oděské technické škole a Oděské národní akademii potravinářských technologií.
Od roku 2006 do roku 2009 vykonával administrativní a hospodářské povinnosti ve farnosti Zesnutí přesvaté Bohorodice v Singapuru.
Dne 18. ledna 2009 byl biskupem ussurijským Sergijem (Čašinem) rukopoložen na diákona a 28. srpna 2009 arcibiskupem vladivostockým a primorským Veniaminem (Puškarem) na jereje. Nadále působil v chrámu Zesnutí přesvaté Bohorodice.
V letech 2010–2014 studoval na Oděském duchovním semináři.
Dne 3. července 2014 byl postřižen na monacha se jménem Pitirim na počest svatého Pitirima Tambovského.
V letech 2014–2017 studoval na Petrohradské duchovní akademii.
Dne 25. srpna 2020 jej Svatý synod zvolil biskupem jakartským a vikářem singapurské eparchie. O den později byl povýšen na archimandritu.
Dne 28. srpna 2020 byl oficiálně jmenován biskupem a 1. září proběhla v Donském monastýru jeho biskupská chirotonie. Světiteli byli patriarcha moskevský Kirill, metropolita voskresenský Dionisij (Porubaj), metropolita singapurský a jihovýchodněasijský Sergij (Čašin), metropolita chanty-mansijský a surgutský Pavel (Fokin), metropolita chersonésoský a západoevropský Antonij (Sevrjuk), arcibiskup kaširský Feognost (Guzikov), arcibiskup korejský Feofan (Kim), biskup bronnický Jevgenij (Kulberg) a biskup sergijevoposadský Foma (Demčuk).